# 野々宮ミカ
野々宮 ミカ（ののみや ミカ、1992年8月13日 - ）は、日本の女性グラビアアイドル、YouTuber。
千葉県出身。ジースター・プロ所属。旧芸名は田所 ミカで、2016年に野々宮 ミカに改名した。

## 略歴
高校時代にデビューし、たると名義で活動。その後芸能界を引退し、台湾留学。2014年に再デビュー。「身体100点顔0点グラビア界の50点」というキャッチコピーをもち、バラエティなどでも活動。
YouTubeチャンネル「なしみかんのじかん」「野々宮ミカちゃんねる」でもゲーム実況を中心に人気を博している。
2021年7月14日にWeibo公式アカウントを開設した。

## 人物
- 妹が2人いる[6]。
- 趣味はゲーム・サバゲー・車・テニス、特技は北京語・ダンス・テニスである。台湾への留学経験があり、北京語での日常会話が可能[4]。
- 三宅ひとみと村上友梨[7]、清水あいり[8]は高校時代からの親友。

## 作品

### イメージビデオ
- Sweets Angel ～たるとをおいしく召しあがれ～（2009年12月4日、アースゲート）
- mika soup（2014年1月24日、イーネット・フロンティア）
- ミカの見所（2014年9月25日、エアーコントロール）
- どっちにするの（2015年10月22日、ギルド）
- ぐらん・ぷる〜ん（2016年4月20日、ラインコミュニケーションズ）
- ボクのお姉ちゃん（2016年8月26日、スパイスビジュアル）
- 従順愛玩（2016年12月23日、M.B.Dメディアブランド）
- 文豪セクレタリー（2018年7月19日、ギルド）
- アイリス 〜大切な君へ〜（2019年9月25日、ラインコミュニケーションズ）

## 出演

### MC
・「輝け！花火と織りなす荒野の星」 ～Mid-Season M2 MC
・ゴー☆ジャス動画10周年記念 生放送 クレーンゲーム対決 MC
・東京ゲームショウ2024 SteelSeriesブース MC
・荒野行動2024公式エンタメ大会 MC
・第五回　ライブTV大感謝祭　DAY2 MC
・Rainbow Six Siege交流会 MC
・第二回eFootball™ファンミーティングWorld Finalsスペシャル MC
・CALL of DUTY MOBILE 超還元祭FINAL ゲスト出演
・CALL of DUTY mobile ドラフト対決SP MC
・ゲーム実況タイムショック〜時間内にクリアセヨ〜 MC
・Identity V 第五人格IJL Passions for V · 2024 Summer MC
・ V×Rush!!! in RED° TOKYO TOWER イベントMC
・BlAST R6 Manchester Major インタビュアー
・TGS 2023 The Division Resurgence モバイル / Rainbow Six Mobile ステージMC
・「ザ クルーモーターフェス」 メディア向けローンチイベント公式MC
・オリンピックeスポーツ シンガポール 「ジャストダンス」公式現地リポーター
・R6S2022 レギュラーMC/2023 メインMC
・セガNET麻雀MJ 生配信レギュラーMC
・EsportsChampionshipsEastAsia 2022 総合MC
・RJL 2022 キャスター
・「TGS2022スペシャル!セガ/アトラスブースのゲームやってみよう!」
・R6祭 レインボーシックスシージ フェスティバル アシスタントMC
・R6S StreamerCUP 第1〜3回出場(第2回優勝)
・R6S 特別配信 CONTAINMENT アシスタントMC
・R6S ロイヤルフラッシュ ゲスト
・アバルト×ザ クルー2eSports大会「scorpionchallenge」 アシスタントMC
・CoD:BOCW 企業対抗戦-2020冬の陣-EAA ゲスト
・FFL SELeCT CUP supported by GALLERIA-APEX MC
・JAPAN U-25 eSports games VALORANT 解説 ・XFLAG PARK 2021
・HIDE AND FIRE 公認プレイヤー/アシスタントMC
・DFC Dead by Daylight 大会 vol.1
・Call of Duty: Mobileワールドチャンピオンシップ 2021年ステージ4 MC/2020年インタビュアー
・GALLERIA Gamemaster ファンフェスティバル アシスタントMC
・目指せ!!CoD mobile 世界大会
・TGS2021 セガアトラスチャンネルオンライン
・TGS2020 オンライン
・TGS ゴー⭐︎ジャス動画

### テレビ
- 私生活むきだしバラエティ「キリウリ$アイドル」 （TOKYO MX）
- 真夜中のおバカ騒ぎ!（2015年3月・4月・5月、TOKYO MX）
- 佳代子の部屋〜真夜中のゲーム会議〜（2017年2月 - 2018年3月[9][10]、フジテレビ）
- 360°まる見え！VRアイドル水泳大会（2017年4月25日、フジテレビ）[11]
- 得する人損する人（2017年10月12日、日本テレビ） - 本人曰く、これが初のゴールデンタイム出演[12]。
- ボクのお姉ちゃん（2018年、アイドル専門チャンネルPigoo）

### ラジオ
- 野々宮ミカののんのんすとっぷ（2018年、MID-FM761）

### ウェブテレビ
- モヤさまネット・オリコンツ しこしこさまぁ〜ず3（2017年10月22日、ネットもテレ東・テレビ東京 YouTube公式チャンネル）
- モヤさまネット・オリコンツ ムチムチVSしこしこ 炎の軍団対抗戦（2018年4月15日 - 、Paravi）
- 木村さ〜〜ん!（GYAO!）＃69「木村拓哉、人生初の「サバゲー」いざ決戦の地へ！」

### ウェブラジオ
- 田原俊彦 Double-T RELAX TIME XII（2017年6月 - 11月、フォーミュラミュージック） - アシスタント[13]

### CM
- 株式会社トライ・インターナショナル  - 麺場 田所商店（2022年7月7日 - )[14]

### 雑誌
- Yha! Hip & Lip（ワニマガジン社）
- サバイバルゲーマーズ（ホビージャパン） 表紙、特集
- 月刊アームズマガジン（ホビージャパン） 特別付録表紙

### 映画
- 放課後戦記
- 天使じゃないッ！（2018年4月14日、日本出版販売） - 小野エミ 役[15]
- 天使じゃないッ！2（2018年4月15日、日本出版販売） - 小野エミ 役[16]
- エンボク（2020年7月3日、キングレコード） - 恒吉礼香 役

### 舞台
- 「Sunset Moon」〜茜色の刻〜
- ミュージカル「バックホーム」
- 湯もみガールズII
- ミエタミエナイセカイ
- 放課後戦記
- 初等教育ロイヤル
- 46億年ゼミ
- 私私私立下等高等学校〜3年1組異常科専攻〜
- すてきな三にんぐみ
- マクベス狂走曲
- 王国
- RINGWANDERING 〜another world〜
- 志村魂 2018
- CRIMINAL
- 志村魂 2019

### その他
- 東京ゲームショウ ゴー☆ジャス動画ブース出演
- ニコジョッキー レギュラー
- エフジョッキー レギュラー
- ゴッドタン マジ歌ライブ2017〜マジ武道館〜
- かいこ（Creepy Nuts） ミュージックビデオ出演
- VS（TRiDENT）ミュージックビデオ出演[17]